# Antirrhea pterocopha
Antirrhea pterocopha är en fjärilsart som beskrevs av Frederick DuCane Godman och Osbert Salvin 1868. Antirrhea pterocopha ingår i släktet Antirrhea och familjen praktfjärilar. Inga underarter finns listade i Catalogue of Life.